# Белявинцы (Тернопольская область)
Беля́винцы (укр. Білявинці) — село в Бучачской городской общине Чортковского района Тернопольской области Украини.
До 2020 года входило в Бучачский район.
Код КОАТУУ — 6121287402. Население по переписи 2014 года составляло 575 человек.

## Географическое положение
Село Белявинцы находится на правом берегу реки Стрыпа,
выше по течению на расстоянии в 1,5 км расположено село Бобулинцы,
ниже по течению на расстоянии в 0,5 км расположено село Старые Петликовцы,
на противоположном берегу — село Осовцы.
Через село проходит автомобильная дорога Т-2006.

## История
- 1650 год — первое упоминание о селе.

## Объекты социальной сферы
- Школа.

## Известные люди
В селе родились выдающаяся оперная певица Саломея Крушельницкая и известный в диаспоре украинский педагог, писатель, эссеист, журналист и общественный деятель Иван Боднарук. В селе есть комната-музей С. Крушельницкой.

## Достопримечательности

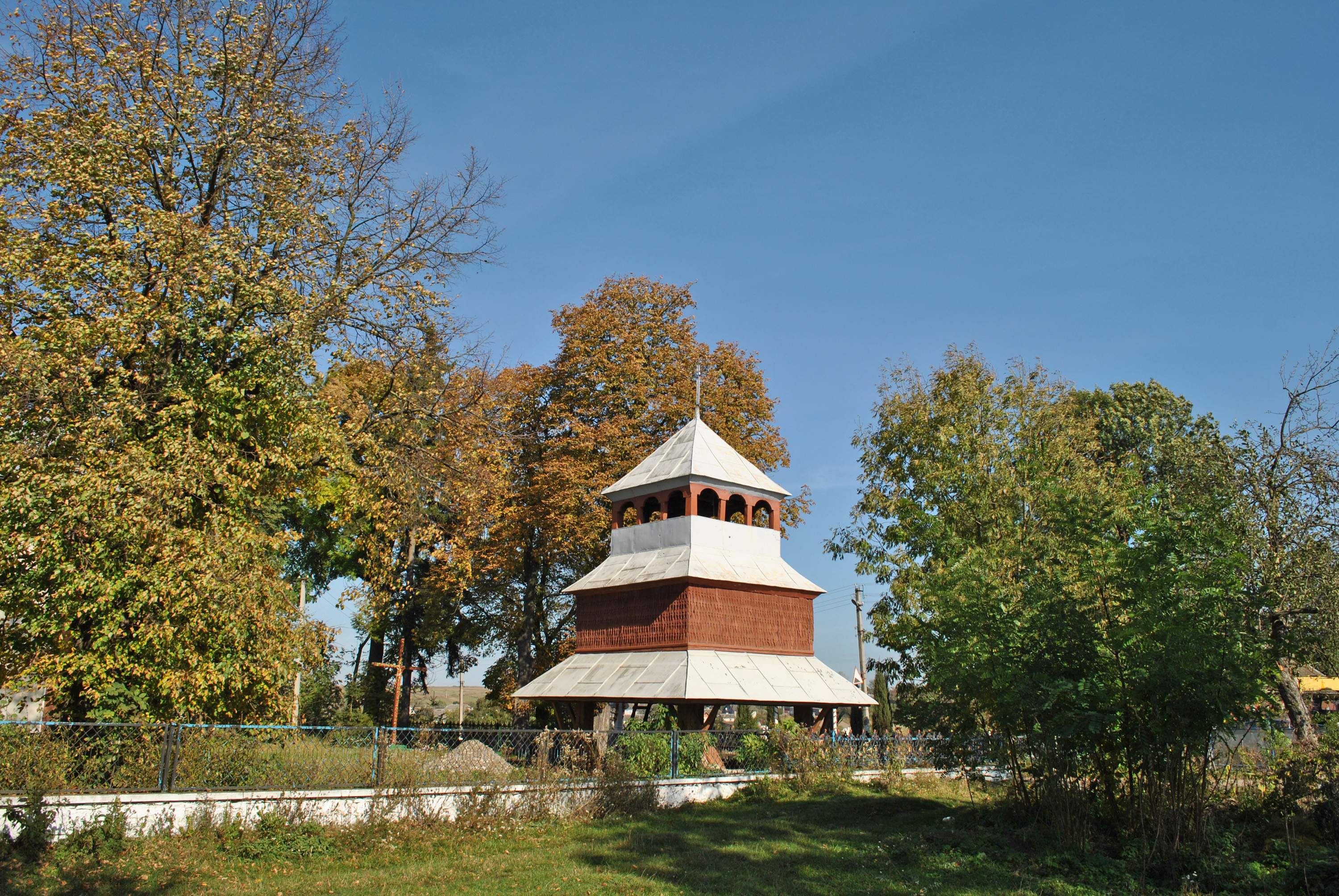
колокольня возле церкви Пресвятой Троицы

Памятник архитектуры XVIII века — деревянная колокольня возле церкви Пресвятой Троицы. Церковь построена в 1909 году и сейчас принадлежит к УПЦ КП.